# Parlamentní volby v Bulharsku 1879 (říjen)
Parlamentní volby v Bulharsku 1879 se konaly 30. září a 7. října. Vyhrála Liberální strana se 140 křesly ze 170, ale voleb se zúčastnila i Konzervativní strana, která obsadila zbytek mandátů v parlamentu. Volební účast dosáhla 32,0 %. Nedochovaly se volební hlasy, ale určitě vyhrála i počtem hlasů Liberální strana. I přes vládní většinu byl parlament zase rychle rozpuštěn a byly vyhlášeny další na začátek roku 1880.

## Volební výsledky
| Strana               | Počet hlasů | %       | Mandáty |
| -------------------- | ----------- | ------- | ------- |
| Liberální strana     | 180 347     | 82,35 % | 140     |
| Konzervativní strana | 38 632      | 17,64 % | 30      |
| Neplatné             | 22          | 0,01 %  | -       |
| celkem               | 290 000     | 100 %   | 170     |